# Lagarde-Hachan
Lagarde-Hachan är en kommun i departementet Gers i regionen Occitanien i sydvästra Frankrike. Kommunen ligger i kantonen Mirande som tillhör arrondissementet Mirande. År 2022 hade Lagarde-Hachan 167 invånare.

## Befolkningsutveckling
Antalet invånare i kommunen Lagarde-Hachan
Referens:INSEE